# Sydney (televisieserie)
Sydney is een Amerikaanse sitcom met Valerie Bertinelli, Matthew Perry en Craig Bierko die werd uitgezonden op CBS van 21 maart tot 25 juni 1990. De serie werd bedacht en geschreven door Michael J. Wilson en Douglas Wyman. Deze serie betekende Valerie Bertnelli's terugkeer naar een CBS-serie nadat One Day at a Time in 1984 was geëindigd.

## Uitgangspunt
Sydney Kells (Valerie Bertinelli), een privédetective uit een familie van politieagenten, verhuist haar eenmanszaak van New York naar haar kleine geboorteplaats. Daar worstelt Sydney met het vinden van een balans tussen haar persoonlijke en professionele leven. Haar belangrijkste cliënt is een stijve advocaat, Matt Keating (Craig Bierko), met wie ze een seksuele aantrekkingskracht heeft. Haar overbezorgde broer Billy (Matthew Perry), een beginnende agent, probeert haar te helpen wanneer hij kan. Sydney en haar beste vriendin Jill bezoeken vaak een bar die gerund wordt door Ray, de oude politiepartner van haar vader.

## Rolverdeling
| Acteur             | Personage    |
| ------------------ | ------------ |
| Valerie Bertinelli | Sydney Kells |
| Matthew Perry      | Billy Kells  |
| Craig Bierko       | Matt Keating |
| Barney Martin      | Ray          |
| Rebeccah Bush      | Jill         |
| Perry Anzilotti    | Perry        |
| Daniel Baldwin     | Cheezy       |
| Georgia Brown      | Linda Kells  |

## Afleveringen
1. You? You're a Private Eye?
2. Promises, Promises
3. Cliffhanger
4. Love Ya, Babe
5. She Loves Me
6. I Gotta Be Me
7. Georgie
8. The Me Nobody Knows
9. Sydney's Mom
10. 36-24-36
11. On a Claire Day
12. Jake
13. Chicken a la Matt